# Szkoła Podstawowa nr 16 w Krakowie
Szkoła Podstawowa nr 16 w Krakowie – założona na podstawie aktu fundacyjnego Rady Szkolnej Krajowej z dnia 12 sierpnia 1892 roku jako czteroklasowa szkoła męska. Budynek szkolny zaprojektowany przez architekta miejskiego Stefana Żołdaniego między ulicami Zieloną (obecnie Sarego), Dietla i św. Sebastiana, wznoszono w latach 1890-1892. Miały się w nim mieścić dwie szkoły: męska nr 16 i pięcioklasowa żeńska nr 17. Opis nowego budynku zachował się w księdze inwentarza szkoły. Czytamy w nim:

Budynek ów jest murowany (Rohban), 2 piętrowy, kryty dachówką i frontem zwrócony do ulicy Dietlowskiej. (...)  Do budynku szkoły XVI prowadzi jedna brama frontowa od ulicy Dietla 70, druga boczna od ulicy Zielonej Nr 21. Na parterze przy bramie bocznej od ulicy Zielonej znajdują się schody kamienne, po lewej ich stronie pokój przeznaczony na mieszkanie dla tercyana szkolnego, po prawej schody drewniane prowadzące na piętro, a naprost korytarz, przy którym znajdują się dwie obszerne sale na klasy i jedna sala mniejsza na poczekalnię dla nauczycieli. Na końcu korytarza znajduje się po lewej stronie wyjście do głównej bramy frontalnej, a po prawej wejście do wychodków (pomieszczeń) o 4-ch komórkach i na podwórze. Na I piętrze znajduje się narożna sala przeznaczona na kancelaryą szkolną, dwie sale przy korytarzu na klasy i wielka sala wspólna dla obu szkół, tak zwana aula, która przekształconą została na salę gimnastyczną. Obok niej są wychodki o 4-ch komórkach. Na II piętrze znajduje się narożna sala przeznaczona na gabinet szkolny, dwie sale przy korytarzu na klasy, a przy wychodkach o 4-ch komórkach wejście na galeryę w sali gimnastycznej. Na prawo przy bramie bocznej znajduje się komórka na wózek do śmieci, a w niej wejście do czterech obszernych piwnic. Obok budynku od strony północno-zachodniej znajdują się podwórza otoczone murem, a przed frontem wzdłuż całego budynku ogrodzone wolne miejsce i studnia z pompą.

## Lata 1892-1914
Uroczyste poświęcenie gmachu miało miejsce 5 września 1892 roku. W krakowskim „Czasie” dwa dni później napisano:

W auli szkoły, sięgającej na wysokość przez dwa piętra, gdzie odbywać się będą uroczystości szkolne, zgromadzili się: prezydent miasta Dr Szlachtowski, p. delegat Laskowski, X. proboszcz Strzelichowski, członkowie Rady miejskiej wraz z p. wiceprezydentem Friedleinem, urzędnicy magistratu z p. wiceprezydentem Drem Schmidtem, p. inspektor Twaróg, dyrektor budownictwa miejskiego p. Niedziałkowski, twórca planów na szkołę p. Żołdani, dyrektorowie, nauczycielki i nauczyciele szkół ludowych miejskich, przemysłowcy i rękodzielnicy, którzy pracowali około budowy szkoły.

Pierwsze lekcje odbyły się 14 września 1892 roku. Do szkoły chodziły dzieci przeniesione z przepełnionych szkół nr 2, 5, 11. W czerwcu 1893 roku było zapisanych 391 uczniów, mieszkających w obwodzie szkolnym obejmującym sąsiednie ulice, a także część Kazimierza. W tej grupie 228 uczniów było wyznania mojżeszowego, 162 było katolikami, a 1 grekokatolikiem. Pierwszym dyrektorem został Henryk Wacięga, straszy nauczyciel szkoły nr 2. W pierwszym roku pracowało w niej 8 nauczycieli (w tym katecheta rzymskokatolicki i 2 nauczycieli religii żydowskiej). 7 maja 1896 roku szkoła otrzymała imię cesarza Franciszka Józefa.
W pierwszych 5 latach istnienia przekształcano ją dwukrotnie. W 1893 roku została sześcioklasową szkołą pospolitą, a cztery lata później trzyklasową szkołą wydziałową połączoną z czteroklasową szkołą pospolitą. Liczba dzieci wzrosła wtedy do ponad 450, a klasy liczyły po 50-60 uczniów. Od samego początku, obok funkcji edukacyjnych, odgrywała rolę wychowawczą. Corocznie odbywały się w niej uroczyste akademie i poranki rozbudzające u młodzieży patriotyzm i zainteresowanie polską historią, sztuką i nauką. Uczczono jubileusz 500-lecia Uniwersytetu Jagiellońskiego (1900), rocznice Adama Mickiewicza (1903), Juliusza Słowackiego (1904), powstania listopadowego (1913), konstytucji 3 maja (1914). Co roku obchodzono urodziny patrona szkoły, cesarza Franciszka Józefa (szczególnie uroczyście 27 listopada 1900 roku – 70. rocznicę urodzin) oraz okrągłe rocznice jego panowania. Dobrze przygotowana kadra nauczycielska stosowała nowoczesne metody nauczania oraz urządzano wycieczki naukowe, np. w 1907 roku do Wieliczki.
Nowoczesny budynek szkoły stał się znakomitym miejscem do organizowania konferencji, szkoleń i lekcji pokazowych dla nauczycieli z całej Galicji. W 1911 powołano lekarza szkolnego mającego "za zadanie czuwać nad zdrowotnością uczniów szkoły". Został nim dr Alfred Maertz.

## OkresI wojny światowej
Po wybuchu I wojny światowej, przez cały sierpień 1914, budynek zajmował oddział artylerii fortecznej z Morawicy, a od 1 września wprowadził się szpital wojskowy. Szkoła przeniesiona została do budynków szkół na Dajworze, później na Grzegórzkach. Pod koniec września władze wojskowe przejęły wszystkie budynki szkolne w Krakowie, a Rada Szkolna Krakowa do października odwołała zajęcia. Ponownie nauka rozpoczęła się w listopadzie i do końca wojny odbywała się w budynkach prywatnych. Od sierpnia 1915 do października 1918 szkoła zajmowała, wynajęte przez magistrat pomieszczenia na I piętrze budynku przy ulicy Grodzkiej 61. Trudne warunki lokalowe (cztery niewielkie sale), a co za tym idzie ograniczenie liczby uczniów o blisko połowę, praca na dwie zmiany, powołanie nauczycieli do wojska nie pozostawało bez wpływu na funkcjonowanie szkoły. W czasie wojny dzieci i młodzież organizowały zbiórki pieniężne dla rannych żołnierzy oraz na Czerwony Krzyż. Ze sprzedaży metalowych orzełków zdobyte fundusze przeznaczono na opiekę nad grobami wojennymi. W listopadzie 1915 roku urządzono składkę na postawioną na Rynku Kolumnę Legionów, do której przybito gwóźdź z napisem "Młodzież i nauczyciele szkoły wydziałowej im. Cesarza Franciszka Józefa w Krakowie". Ogłoszenie aktu 5 listopada 1916 roku uczczone zostało 3 dni później nabożeństwem i uroczystym porankiem, w czasie którego młodzież odśpiewała polskie pieśni patriotyczne.

## Lata międzywojenne
Odzyskanie niepodległości zastało uczniów i nauczycieli „szesnastki” w budynku szkoły nr 9 przy ul. Bernardyńskiej, gdzie od października 1918 roku miała swoją siedzibę. 12 listopada 1918 roku odbyło się nabożeństwo i uroczysty poranek, a w czasie nadzwyczajnej konferencji grono nauczycielskie na ręce dyr. Wacięgi złożyło następujące ślubowanie:

Zrządzeniem Opatrzności podlegamy odtąd jako nauczyciele i obywatele nowo wskrzeszonemu Państwu Polskiemu. Jako wolni obywatele powinniśmy tej naszej ojczyźnie służyć rzetelnie oraz jako nauczyciele sumiennie i gorliwie wypełniać wszystkie przyjęte na siebie obowiązki(...). Przysięga służbowa  jaka rządowi austriackiemu złożyliśmy odtąd nas nie obowiązuje, a w jej miejsce złożyć chcemy ślubowanie Rządowi Polskiemu.

Z klasy III i IV pospolitej usunięto naukę języka niemieckiego, a dodatkowe godziny przeznaczono na historię i język polski. We wrześniu 1919 roku wynajęto dla szkoły II i III piętro prywatnego budynku przy ul. Sebastiana 16 oraz decyzją Rady Miejskiej zmieniono jej nazwę na Szkoła Wydziałowa im. Jana Śniadeckiego. Od września 1920 roku, na podstawie rozporządzeniem Ministerstwa Wyznań Religijnych i Oświecenia Publicznego przekształcającego szkoły wydziałowe w powszechne i 7-klasowe, nosi nazwę: Szkoła XVI powszechna 7-klasowa męska im. Jana Śniadeckiego w Krakowie.
Wreszcie po ośmioletniej tułaczce szkoła przeniosła się do oddanego przez wojsko i gruntownie wyremontowanego budynku przy ulicy Dietla. 17 marca 1922 roku odbyło się jego uroczyste poświęcenie. Następnie katoliccy uczniowie w kościele św. Piotra i Pawła, a żydowscy w synagodze Tempel modlili się o pomyślność. Okres międzywojenny to nowe inicjatywy pedagogiczne i dydaktyczne. Założone zostały koła Ligi Ochrony Przyrody (1930), Krajoznawcze (1931), Polskiego Czerwonego Krzyża (1933) oraz Szkolna Kasa Oszczędności (1930). Rozwija się samorządność uczniów i rodziców. Od 1935 roku działają samorządy klasowe. W 1923 roku zostaje powołany Komitet Rodzicielski, z pierwszym prezesem dr Holzerem. Organizował on przede wszystkim pomoc finansową biednym uczniom, zbierał i rozdawał im ciepłą odzież, a przed świętami Bożego Narodzenia zainicjował uroczystość „Drzewka” polegającą na obdarowaniu dzieci słodyczami. W 1933 roku sfinansował instalację telefonu, urządził świetlicę i pracownię do zajęć praktycznych, a w 1935 roku ufundował szkole sztandar. Całą swą działalność pokrywał z dobrowolnych, comiesięcznych składek rodziców.
Do szkoły uczęszczała młodzież katolicka i żydowska. Jedynie w roku szkolnym 1924/1925 młodzież katolicką przeniesiono do szkoły nr 11, a uczniów wyznania mojżeszowego do szkoły przy Dietla. Kierowano się względami oszczędnościowymi (w obu szkołach ubywał jeden katecheta) a także religijnymi (nauka mogła odbywać się 5 dni w tygodniu, katolicy mieli wolną niedzielę, a żydzi sobotę). Po protestach rodziców, w następnym roku szkolnym, władze oświatowe z tego pomysłu się wycofały. Przez cały okres międzywojenny nie było żadnych konfliktów na tle narodowościowym i religijnym.
W 1931 r. przy szkole powstaje Zielony Szczep 27 Krakowskiej Drużyny Harcerskiej.

## OkresII wojny światowej
Wybuch II wojny światowej przerwał normalną działalność szkoły. Rok szkolny rozpoczął się 25 września 1939 roku, czyli po wkroczeniu Niemców do Krakowa,. Szkoła zmieniła swą nazwę na Öffentliche Polnische Volksschule No 16 in Krakau. W grudniu władze niemieckie usunęły 144 uczniów narodowości żydowskiej. W marcu 1941 roku szkoły nr 16 i 17 otrzymały nakaz opuszczenia budynku. W ciągu następnych czterech lat szkoła przeprowadzała się kilkakrotnie i zajmowała adaptowane lokale w budynkach na ul. Miodowej 36, Stradom 10, Filipa 18, Stradom 13, Estery 4 i Augustiańskiej. Prowadzenie nauczania w tym czasie nie było rzeczą łatwą. Pracę utrudniały ciężkie warunki lokalowe, liczne przerwy w nauce oraz słaba frekwencja uczniów spowodowana brakiem odzieży i obuwia. Nauczyciele próbowali znaleźć odpowiednie środki wychowawcze by przeciwdziałać wojennym patologiom pojawiającym się wśród młodzieży. Obowiązywał zakaz używania starych podręczników. Naukę języka polskiego oparto na czasopiśmie „Ster”, a na innych lekcjach stosowano wykład, a uczniowie notowali wiadomości w zeszytach.

## Lata 1944 – 2003
Powrót do własnego budynku nastąpił w listopadzie 1944 roku. Po kilkudniowej przerwie spowodowanej wyzwoleniem miasta przez armię radziecką, 27 stycznia 1945 roku podjęto na nowo naukę już według polskich przedwojennych programów. Budynek, podobnie jak do tej pory, dzielony był ze szkołą żeńską. Miejsce szkoły nr 17, która przeniosła się na ul. Skałeczną, zajęła szkoła nr 27 z Podgórza. W latach czterdziestych i pięćdziesiątych warunki pracy w szkole były wyjątkowo trudne. W 1956 roku w 7 salach lekcyjnych w 16 oddziałach uczyło się 730 uczniów. Nauka prowadzona była prowadzona na 3 zmiany od godz. 8 rano do 19.45. Sam budynek, nieremontowany przez dziesięciolecie popadał w ruinę. Z przyznanych przez Radę Narodową Krakowa pieniędzy oraz składek rodziców wyremontowano pomieszczenia, przebudowano klatki schodowe, ułożono posadzki parkietowe. Kolejny remont został przeprowadzony w latach sześćdziesiątych (złażono centralne ogrzewanie i rozebrano piece kaflowe), osiemdziesiątych (remont dachu, wymiana instalacji elektrycznej i oświetlenia, przebudowa parteru), dziewięćdziesiątych (przebudowa kotłowni).
Działalność wznawia istniejący przy szkole Zielony Szczep 27 Krakowskiej Drużyny Harcerskiej. 
Jeszcze w latach 1947-1948 szkoła współpracowała z Kościołem. Odbywały się lekcje religii, organizowano wspólne wyjścia na msze św. W 1950 roku znikli ze szkoły katecheci. Religia pojawiła się po październiku 1956 roku, jednak nie na długo, bo do 1958. Po trzech dekadach, religia i krzyże wróciły w 1990 roku. W latach 1950–1956 nauczyciele i uczniowie podani zostali zmasowanemu naciskowi ideologicznemu. Między innymi uroczyście obchodzono dni przyjaźni polsko-radzieckiej, rocznice rewolucji październikowej, urodziny Józefa Stalina i Bolesława Bieruta. Młodzież brała udział w konkursie „Jak nasza szkoła walczy o Pokój i Plan 6-letni” itp. W latach 60. i 70. zaczęły odgrywać większą rolę elementy wychowania patriotycznego. Szkoła była widoczna w miejskich obchodach 1000-lecia państwa polskiego (1966), 500-lecia urodzin Mikołaja Kopernika (1973). Uczniowie zbierali pieniądze na odbudowę Pomnika Grunwaldzkiego (1977). W latach 80. prężnie działało szkolne koło PCK. Dbano również o sport szkolny. Corocznie organizowane były obozy sportowe i Zimowe Igrzyska Sportowe.
Na skutek decyzji władz oświatowych o tworzeniu szkół koedukacyjnych 1 września 1969 roku połączono dwie szkoły nr 16 i 27. Placówka, która powstała przyjęła numer 16 i imię Jana Śniadeckiego. W listopadzie 1970 roku w czasie uroczystości w Collegium Nowodworskiego przekazano szkole nowy sztandar. W 1980 roku na terenie szkoły powstało koło NSZZ „Solidarność”, do którego należała większość nauczycieli. W 1993 roku uroczyście obchodzono 100-lecie szkoły. Rok Jubileuszowy był także okazją do podjęcia systematycznych działań, zmierzających do unowocześnienia szkoły na miarę XXI wieku. W latach dziewięćdziesiątych unowocześniono bazę dydaktyczną i stworzono doskonałe warunki do nauki (wyposażono pracownię komputerową i kupiono do każdej sali telewizor z wideo). W 2003 roku szkoła uzyskała tytuł „Szkoły z klasą”, a rok później znalazła się na liście szkół do „wygaszania”. Spontaniczny protest rodziców przekonał radnych Krakowa do porzucenia zamiaru likwidacji.